# Нумано, Мицуёси
Мицуёси Нумано (яп. 沼野 充義 Нумано Мицуёси, род. 8 июня 1954 года, Ота, Токио, Япония) — японский русист, литературовед, специалист по русской и польской литературе.

## Биография
Родился в специальном районе Ота в Токио. В марте 1977 года окончил российское отделение факультета гуманитарных наук Токийского университета, а в марте 1979 года окончил магистратуру отделения русского языка и литературы факультета литературы Токийского университета. В сентябре 1981 года получил степень доктора философии после завершения обучения по программе Фулбрайта в Гарвардском университете на отделении славистики.
С августа 1985 года являлся преподавателем русского языка факультета гуманитарных наук Токийского университета. В сентябре 1987 года стал приглашённым профессором в Институте востоковедения Варшавского университета, где преподавал в течение года. В январе 1989 года стал доцентом кафедры русского языка факультета гуманитарных наук Токийского университета. С мая по ноябрь 2000 года проводил совместные исследования в РГГУ. В октябре 2002 года являлся приглашённым профессором в Институте стран Азии и Африки. В апреле 2004 года стал профессором факультета литературы Токийского университета.
В 2009 году стал председателем Японской ассоциации русистов, где состоял в должности до 2013 года. C 2014 по 2017 год являлся уполномоченным секретарём Совета по связям между Японией, Россией и Восточной Европой. С 2015 по 2019 год являлся президентом Японского общества изучения славянских языков и литератур. С 2015 по 2019 год являлся председателем Японского ПЕН-центра. В марте 2020 года уволился из Токийского университета, а в апреле того же года стал почётным профессором Токийского университета и Нагойского университета.

## Награды
- Литературная премия «Ёмиури» за «Теорию литературы утопии» (2004)